# Astrid Rank
Astrid Rank (* 3. Juli 1969 in Kelheim als Astrid Weiß) ist eine deutsche Pädagogin. Sie ist Inhaberin des Lehrstuhls für Grundschulpädagogik an der Universität Regensburg.

## Werdegang
Von 1989 bis 1993 studierte Rank an der Universität Regensburg für das Lehramt an Grundschulen und unterrichtete danach sieben Jahre lang an Grundschulen im Raum Kelheim. Nach einer zusätzlichen Ausbildung in Montessoripädagogik promovierte sie von 2005 bis 2007 an der Universität Regensburg zu dem Thema Subjektive Theorien von Erzieherinnen zu vorschulischem Lernen und Schriftspracherwerb. Parallel dazu war sie von 2004 bis 2005 Lehrbeauftragte am Lehrstuhl für Grundschulpädagogik der Katholischen Universität Eichstätt-Ingolstadt, wo sie auch in der Forschergruppe „Jungen in der Grundschule“ mitwirkte. Nach der Promotion blieb sie bis 2011 als Assistentin an der Universität Regensburg. Daneben übernahm Rank im Wintersemester 2009/10 an der Johann Wolfgang Goethe-Universität Frankfurt am Main eine Vertretungsprofessur für Literalität und Mehrsprachigkeit. Von 2011 an hatte sie an der Universität Koblenz-Landau den Lehrstuhl für Grundschulpädagogik inne. Seit 2014 ist sie Inhaberin des Lehrstuhls für Grundschulpädagogik an der Universität Regensburg.
Rank ist verheiratet, hat drei Kinder und lebt mit ihrer Familie in Kelheim.

## Forschungsschwerpunkte
Die Schwerpunkte von Astrid Ranks Forschung sind:
- Wissen und Handeln – Transfer
- Sprachbildung in Sachsituationen / Bildungssprache
- Kompetenzentwicklung (besonders im Kontext von Heterogenität und Inklusion)
- Bildung für nachhaltige Entwicklung (v. a. Ökologie und Ökonomie)
- Wirksamkeit von Aus- und Fortbildung bei Lehrkräften und Erzieherinnen
- Situiertes Lernen

## Publikationen (Auswahl)
- M. Haider, R. Böhme, S. Gebauer, Ch. Gößinger, M. Munser-Kieferk, A. Ran (Hrsg.): Nachhaltige Bildung in der Grundschule. Verlag Julius Klinkhardt, Bad Heilbrunn 2023, ISBN 978-3-7815-2592-4. doi:10.35468/6035
- A. Rank: Die ökonomische Dimension in der Bildung für nachhaltige Entwicklung der Grundschule. In: F. Birke, T. Kaiser, L. Oberrauch, B. Remmele (Hrsg.): Ökonomische Bildung als Allgemeinbildung. Springer VS, Wiesbaden 2023, ISBN 978-3-658-38559-0, S. 109–118. doi:10.1007/978-3-658-38560-6_9
- A. Rank: Professionalisierung von Grundschullehrkräften durch Fortbildung. In: I. Mammes, C. Rotter (Hrsg.): Professionalisierung von Grundschullehrkräften. Kontext. Bedingungen und Herausforderungen. 2022, ISBN 978-3-7815-2508-5, S. 233–243. doi:10.35468/5949-15
- M. Sonnleitner, S. Prock, A. Rank, P. Kirchhoff (Hrsg.): Video- und Audiografie von Unterricht in der LehrerInnenbildung. Barbara Budrich UTB, Opladen/Toronto 2018, ISBN 978-3-8252-4956-4.